# Bauhaus

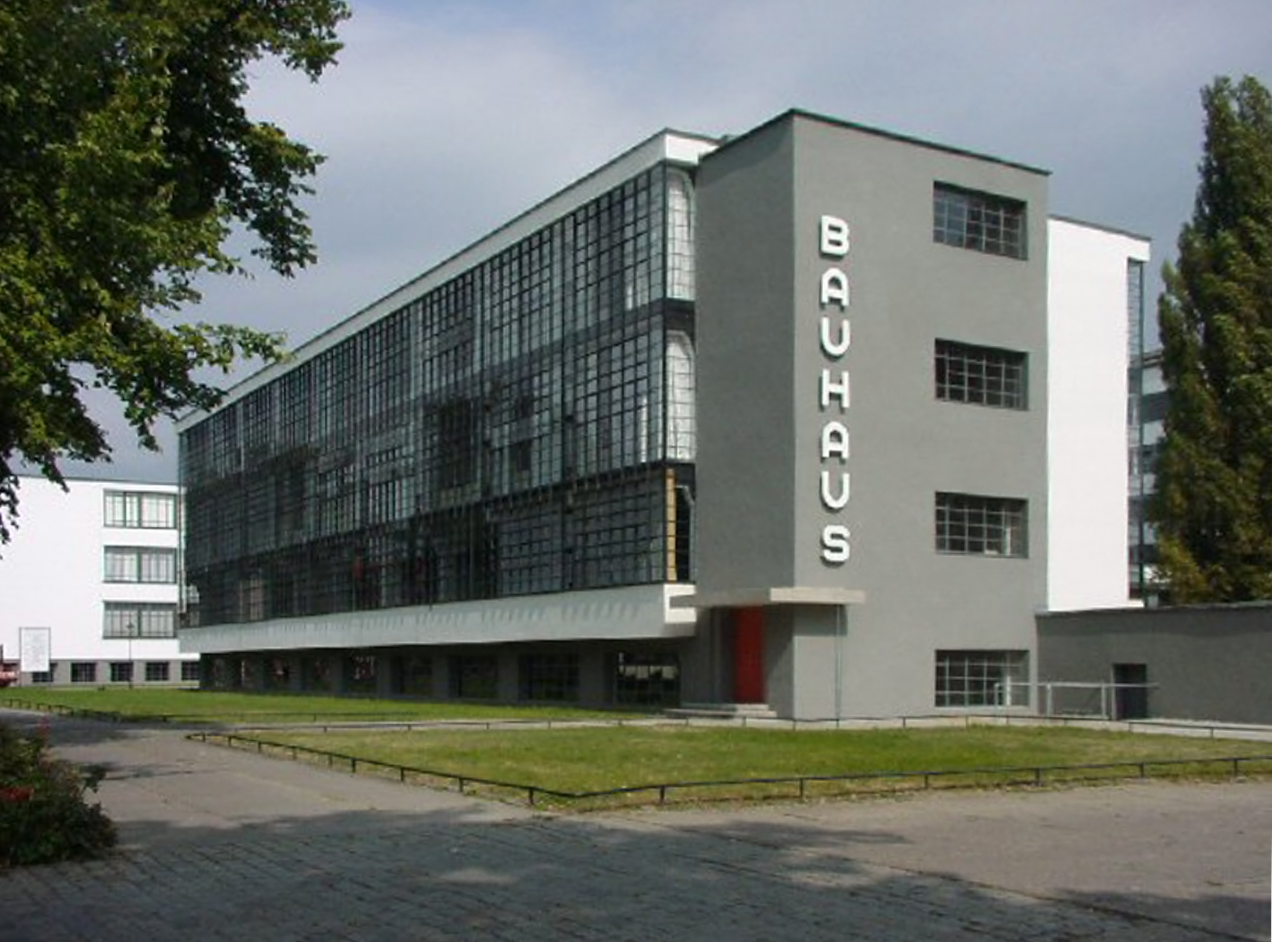
Clădirea Bauhaus din orașul Dessau, clădire și oraș care sunt îndeobște asociate cu stilul și mișcarea artistică "Bauhaus", chiar dacă originea sa este în Weimar

Cuvântul german Bauhaus (bau - a construi și haus - casă) desemnează de obicei Staatliches Bauhaus, o școală de artă, design și arhitectură, precum și un curent artistic, extrem de influent în arhitectura, artele plastice, sculptura, designul interior și industrial, fotografia, tipografia, obiectele casnice, podoabele și ornamentele, mobilierul și decorările interioare ale secolului XX.
Această școală și mișcare artistică, generată de către arhitectul și pedagogul german Walter Gropius, în orașul Weimar, în 1919, a funcționat la maxima sa anvergură, între anii 1919 - 1933, în trei orașe germane: Weimar, Dessau și Berlin, devenind în timp, în ciuda interzicerii lor de către naziști (în 1933), unul dintre cele mai importante și inspirante curente artistice ale arhitecturii moderne și, mai ales, al stilului cunoscut sub numele de stil internațional.
Chiar mai mult, odată cu emigrarea fondatorului mișcării artistice Bauhaus, Walter Gropius, în Statele Unite ale Americii, această mișcarea artistică va cunoaște o renaștere cunoscută sub numele generic de The New Bauhaus sau The New Bauhaus Style, numită deci fie „Noul Bauhaus” fie „Stilul Noul Bauhaus.”  La rândul său, The New Bauhaus devine un factor educativ, inspirant și stimulativ pentru multe alte generații de arhitecți și artiști plastici, care au propagat sau încă propagă esența stilului originalului Bauhaus până în prezent.
Traducerea în spiritul ambelor limbi a noțiunii Staatliches Bauhaus ar fi „Școala de stat pentru arhitectură;” totuși cea mai apropiată și normală referire în limba română este  „Casa Arhitecturii.” Curentul artistic Bauhaus, extrem de puternic și influent, a luat naștere însă în clădirea Bauhaus din Dessau.
Clădirile Bauhaus din Weimar și Dessau au fost înscrise în anul 1996 pe lista patrimoniului cultural mondial UNESCO.

## Istoric

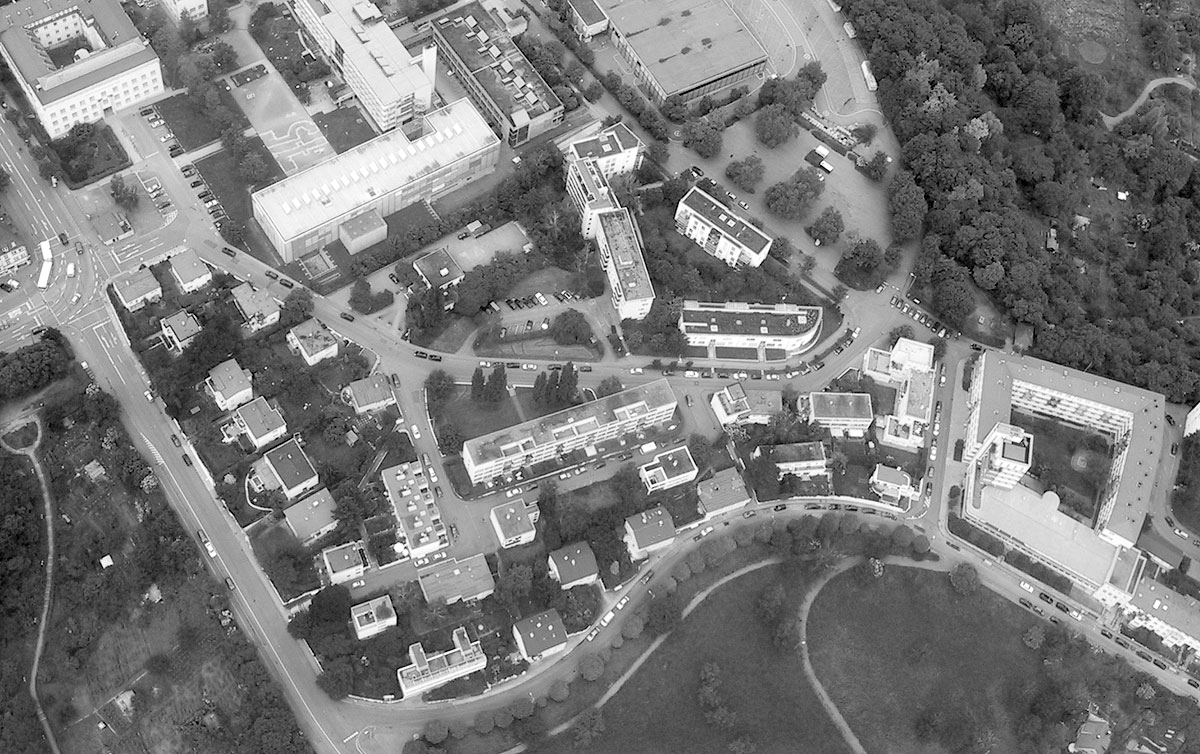
Weissenhof Siedlung (Cartierul Weissenhof) din Stuttgart (1927), a fost la vremea respectivă un exemplu de triumf al stilului Bauhaus, arhitectural, conceptual, expozițional, ambiental și locuibil

-Școala de artă Bauhaus a existat în trei orașe diferite sub conducerea a trei directori diferiți, toți arhitecți.  A fost creată și a început să funcționeze la Weimar, între 1919 și 1925, a continuat și a atins apogeul artistic la Dessau (unde se găsește și cunoscuta clădire Bauhaus), între 1925 și 1932, și a fost mutată la Berlin, unde a funcționat între 1932 - 1933, cunoscând atât declinul său artistic, cât și brutala ei închidere de către naziști, în 1933.
Cei trei directori ai școlii Bauhaus au fost fondatorul acesteia, Walter Gropius, între 1919 și 1928, continuatorul "tradiției Bauhaus", Hannes Meyer, între 1928 și 1930, și directorul declinului artistic și existențial, Ludwig Mies van der Rohe, între 1930 și 1933.
În afara celor trei orașe diferite și a celor trei arhitecți-directori foarte diferiți, mișcării Bauhaus i-au fost oferite continue provocări, schimbări și redefiniri.  Alături de continua lipsă de fonduri, întrucât Republica de la Weimar era nu numai extrem de conservatoare, dar și relativ săracă, opoziția inflexibilă a unora din liderii de "modă veche" ai Germaniei anilor 1920, continua schimbare a profesorilor precum și puternicele tensiuni interne și externe au fost tot atâtea cutremure puternice.
Aceste modificări continue, afectând sub toate aspectele funcționalitatea școlii, au făcut ca în decursul existenței sale relativ scurtă, de doar 14 ani, școala Bauhaus să fie supusă unei continue "goane" pentru flexibilitate, schimbare, delimitare, definire, actualizare, redelimitare, redefinire, etc..  În ciuda acestor avataruri, ceea ce rămâne remarcabil la stilul Bauhaus sunt extrema sa unitate și puternica individualizare artistică, fapte care fac orice astfel de artefacte și clădiri să fie ușor de recunoscut.

### Realizarea instituției artistice mixte Staatliches Bauhaus
Terminarea primului război mondial a însemnat pentru Germania nu doar o înfrângere, ci o pace rușinoasă și umilitoare al cărei aisberg a fost plata unor despăgubiri de război imposibil de plătit.  Repercusiunile sociale au fost imense ducând la o sărăcie accentuată și generalizată, o pauperizare accelerată a celor ce nu fuseseră niciodată săraci, ci doar aparținuseră unei clase de mijloc, la apariția a numeroase acte de violență socială și respectiv, mai târziu, în mod direct și indirect, la instaurarea nazismului.

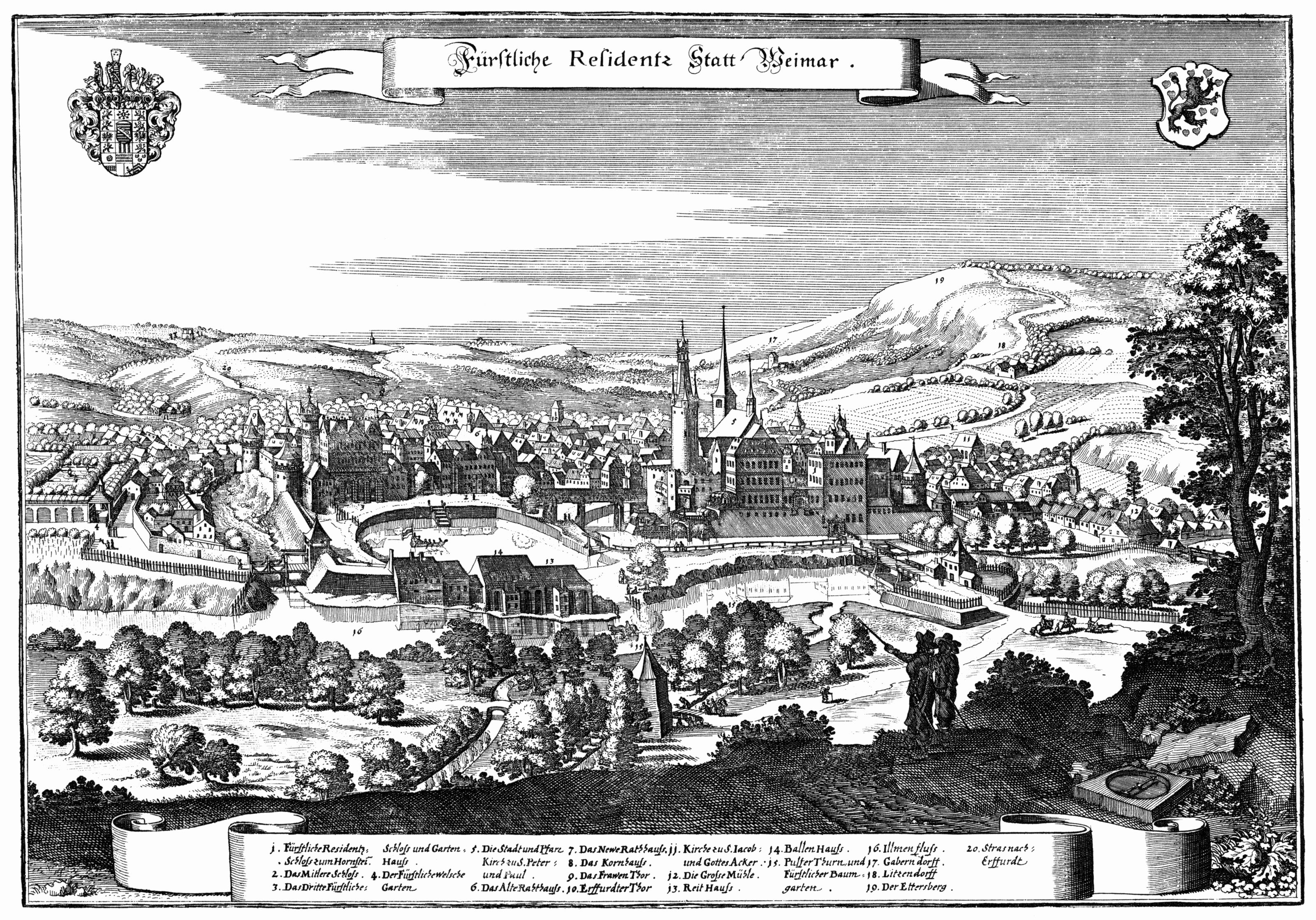
Weimar, oraș-fanion al culturii și academismului german, circa 1650

În 1918, după terminarea primului război mondial, corespunând unor necesități sociale, culturale și artistice, Walter Gropius, arhitect, constructor și pedagog de valoare al Germaniei imperiale are ideea înființării unei instituții artistice complexe prin fuzionarea unora din școlile artistice și de meserii ale Weimar-ului care erau total disfuncționale.
Astfel, după discuții, propuneri și aprobări oficiale din partea "tinerei" dar conservativei Republicii de la Weimar, Gropius decide crearea unei instituții de educație mixte, de stat, o combinație între o școală superioară de arte frumoase, o școală de meserii în construcții și decorațiuni interioare, și un institut superior de arhitectură.
Staatliches Bauhaus, cunoscut mai apoi sub forma simplificată de Bauhaus, devine numele instituției nou-născute pe data de 1 aprilie 1919 prin fuzionarea a două instituții artistice de educație, cândva în floare, dar aflate atunci în derivă: Großherzogliche Sächsische Hochschule für Bildende Kunst (în română, "Școala de arte frumoase a marelui ducat al Saxoniei") și Kunstgewerbeschule Weimar, o fostă școală de meserii în domeniul artelor frumoase și a decorării interioare.
La timona Bauhaus-ului, se afla același Walter Gropius.  Din păcate se vor ivi la orizont imense tensiuni și conflicte, atât interioare cât și exterioare.

### Perioada Weimar, 1919 - 1925
Gropius a argumentat în mod repetat că odată cu terminarea războiului o nouă perioadă istorică începuse.  Ambiția sa declarată era ca să creeze un nou stil arhitectural care să reflecte această nouă perioadă.  Întrucât această perioadă era perioada producției de masă, care începuse să ia avânt pretutindeni în lumea industrializată, arhitectura, designul, mobilierul, artefactele și decorațiunile interioare trebuiau să reflecte aceasta în cel mai tranșant mod posibil.
Pentru a ilustra ideile mișcării, Gropius și întreg grupul de arhitecți și artiști Bauhaus au inițiat și apoi au publicat propria lor revistă, numită "Bauhaus", precum și o serie de cărți strânse într-o colecție proprie numită "Bauhausbücher".  Liderul designului și al tipăririi proiectului a fost Herbert Bayer.

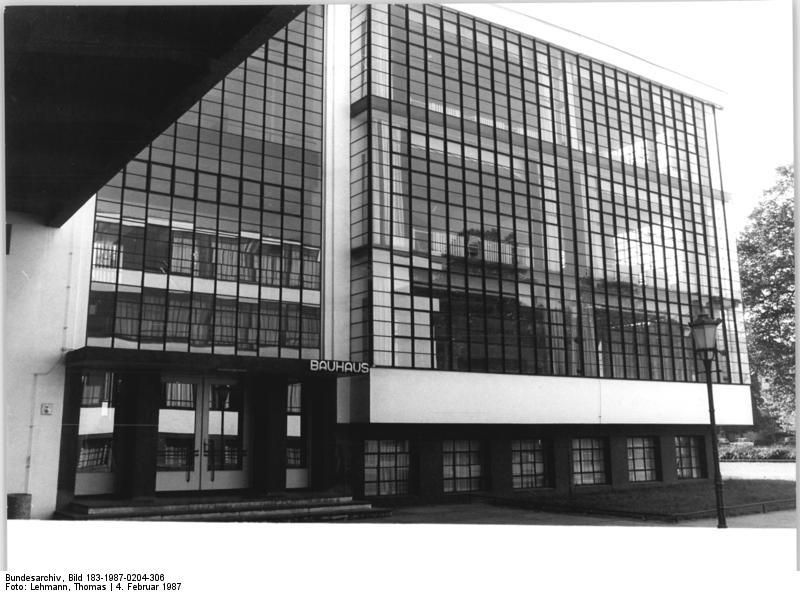
Dessau, Bauhaus, 1987

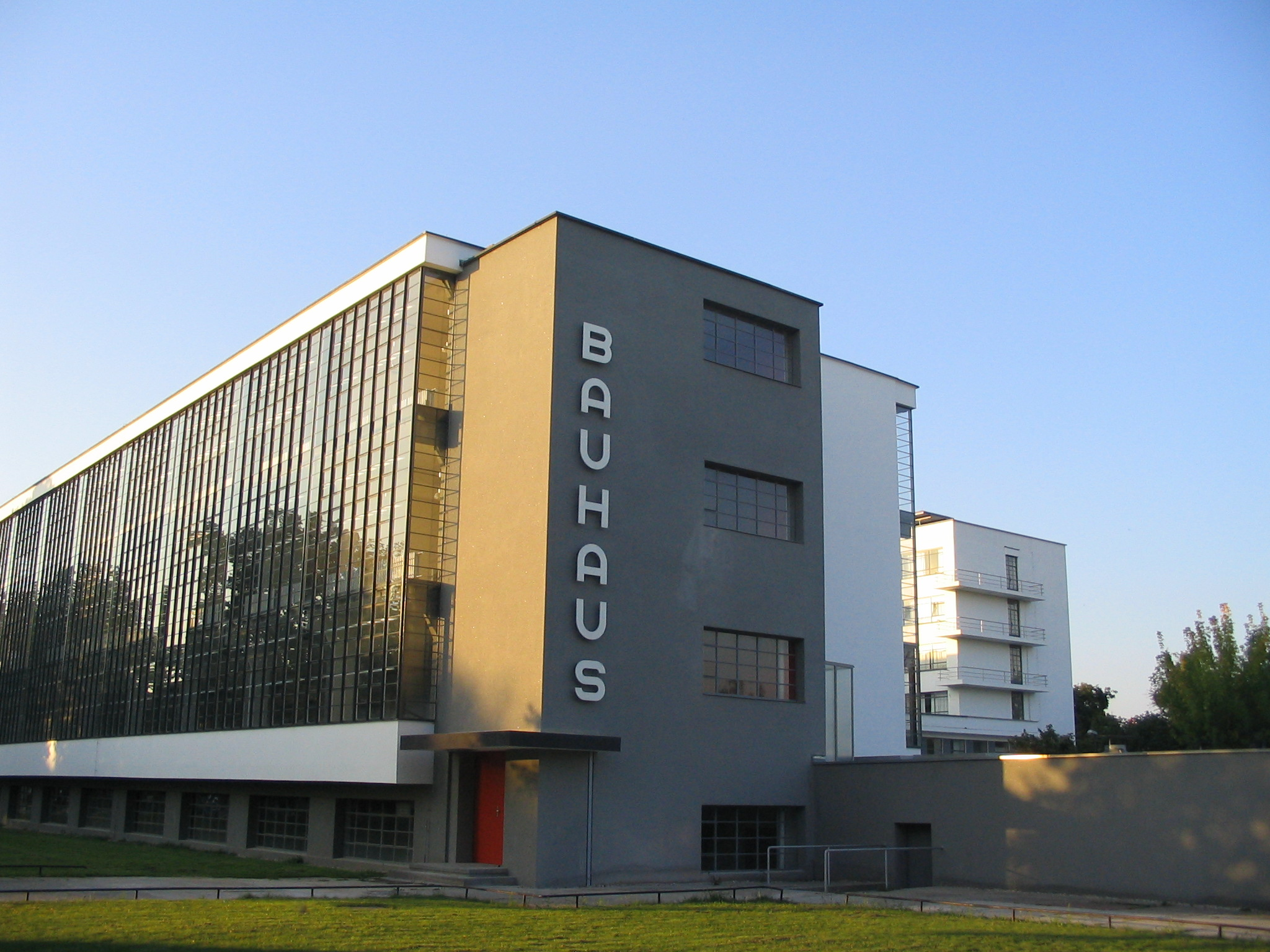
Dessau, Bauhaus, 2005

Viziunea programatică a lui Walter Gropius era ca să creeze spații ambientale funcționale, ieftine, practice și reproductibile cu ajutorul producției de masă, fiind în acest fel accesibile absolut fiecăruia.  Strâns legate de cele de mai sus, Gropius dorea ca artefactele să constituie un alt grup de produse, de data aceasta, relativ accesibile material, dar care să se încadreze armonios în spațiile ambientale construite cu ajutorul producției de masă.
Corespunzând viziunii sale artistice și a felului în care Staatsliches Bauhaus fusese gândită și concepută inițial, Walter Gropius a dorit (și a realizat, de altfel, în bună parte) ca instituția Bauhaus să fie locul în care artiștii, arhitecții, inginerii, proiectanții și constructorii se găsesc, creează și lucrează împreună realizând orice produs final ambiental, de la clădirea propriu-zisă până la acea combinație unică de decorațiuni interioare și artefacte care s-ar potrivi numai unui client anume.

### Perioada Dessau, 1925 - 1932
Așa după cum îi arăta și numele oficial, Staatliches Bauhaus, Bauhaus era o instituție de stat, susținută în mare parte cu fonduri de stat, de către timpuria Republică de la Weimar.  După schimbări în guvernul local de la Weimar, școala se mută de la Weimar la Dessau, unde atmosfera artistică era mult mai lucrativă, destinsă și progresistă.

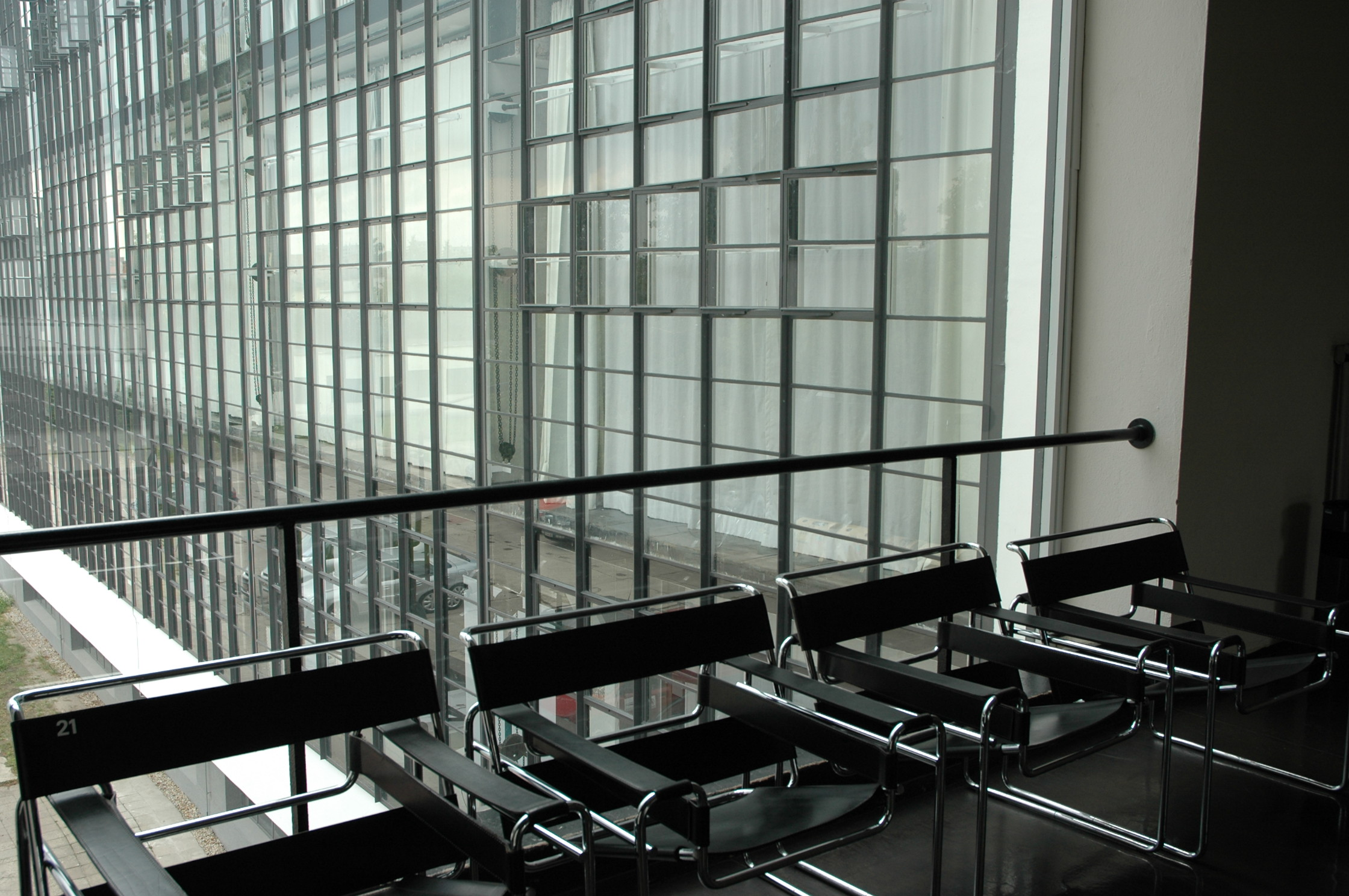
Interior al clădirii Bauhaus din Dessau

La Dessau, după planurile arhitectului Walter Gropius, se ridică și clădirea atât de cunoscută, devenită emblemă a mișcării sub numele de "Clădirea Bauhaus din Dessau", care a devenit sediul școlii pentru perioada următoare, 1925 - 1932, cea mai complexă și înfloritoare din întreaga sa istorie.
Spre exemplu, în 1927, stilul Bauhaus precum cei mai faimoși promotori ai săi au influențat semnificativ expoziția "Die Wohnung" ("Locuința") organizată de Deutscher Werkbund în Stuttgart (vezi imaginea 2). Unul din punctele de maximă atracție a fost un complex de locuințe experimental, Weissenhof Siedlung, care a fost atunci și apoi a continuat să fie de-a lungul timpului unul din locurile în care mulți ar fi dorit să locuiască.
După mutarea întregii pleiade Bauhaus la Dessau, un grup de profesori și colaboratori de-ai lor, mai conservatori și mai dornici de a executa ceea ce guvernul conservator al Republicii încerca să le impună, au rămas la Weimar, înființând o școală de design industrial, cunoscută ulterior sub numele de "Universitatea Tehnică de Arhitectură și Inginerie Civilă", care și-a schimbat numele în 1996 în Universitatea-Bauhaus Weimar.

### Perioada Berlin, 1932-1933

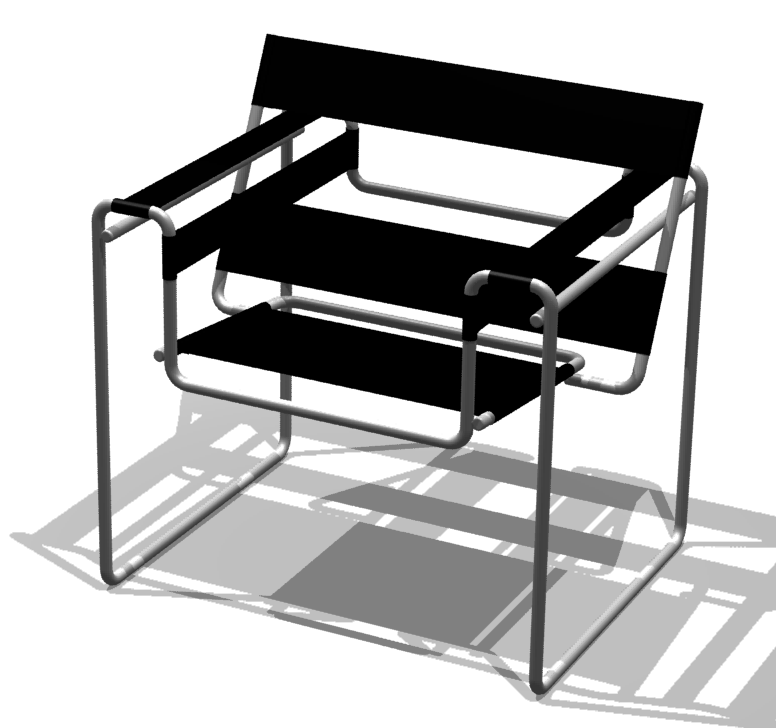
Celebrul scaun „Wassily Kandinsky”, creat de Marcel Breuer pentru pictorul rus.

Walter Gropius a fost urmat la conducerea Bauhaus de Hannes Meyer, care la rândul său a predat conducerea lui Ludwig Mies van der Rohe.  Simultan, din diverse motive, printre care tensiunile interne din mișcarea târzie Bauhaus au fost esențiale, școala se mută la Berlin, perioadă ce coincide și cu preluarea conducerii de către van der Rohe.
Ascensiunea nazismului înspre controlul total al puterii în Germania începutului anilor 1930 a efectat fatal Bauhaus, ca și multe alte intreprinderi intelectuale și artistice. Datorită creșterii continue a presiunii politice, Staatsliches Bauhaus este în final închisă, în 1933, la ordinele specifice ale regimului nazist.
De fapt, atât Partidul nazist cât  și alte grupuri politice fasciste se opuseseră continuu mișcării Bauhaus de-a lungul anilor 1920, văzând-o sau doar pretextănd că o văd ca "un cuib de comuniști", în special datorită artiștilor originari din Rusia.  Unii dintre arhitecții ce contribuiseră la arhitectura complexului Weissenhof au găsit ulterior refugiu în Uniunea Sovietică, fapt care a agravat contradicția și a întărit radicalismul autorităților naziste, după preluarea puterii de către Adolf Hitler.  Astfel, scriitori naziști propagandiști, așa cum au fost Wilhelm Frick și Alfred Rosenberg, au numit școla Bauhaus "ne-germană" și au criticat cu asprime stilul și realizările sale de orice factură.  Ba chiar mai mult, au categorisit mișcarea Bauhaus, alături de alte mișcări artistice moderniste, ca fiind reprezentate tipice ale artei degenerate și deci total opuse direcției național-socialismului și aspiraților celui de-al Treilea Reich "milenar" și "rasei ariene."

## Câțiva artiști remarcabili ai timpului care au predat la Bauhaus

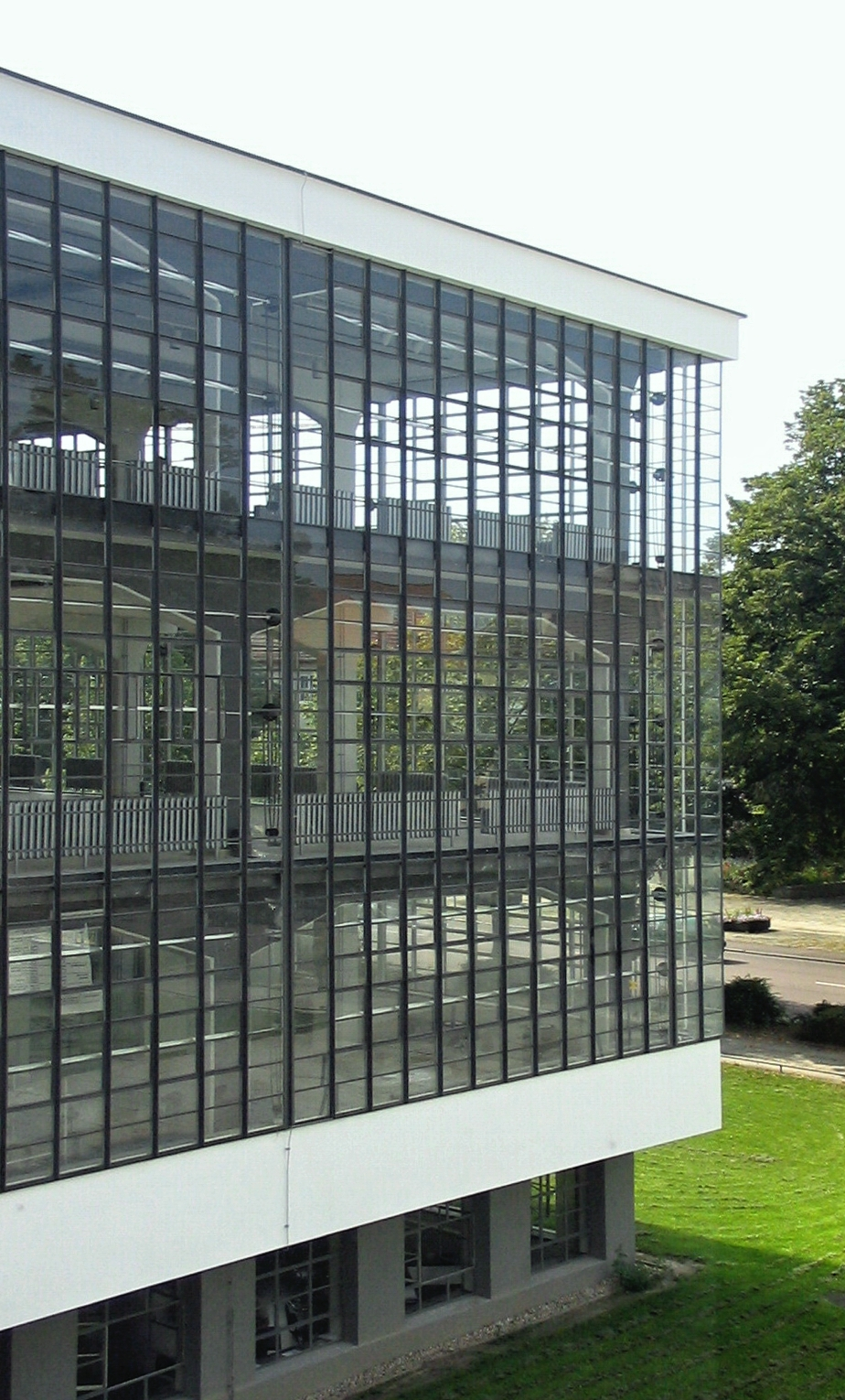
Atelier, Dessau

- Listă a artiștilor conectați de mișcarea artistică Bauhaus.

| - Anni Albers - Josef Albers - Herbert Bayer - Marianne Brandt - Marcel Breuer - Theo van Doesburg - Lyonel Feininger - Naum Gabo - Walter Gropius | - Ludwig Hilberseimer - Johannes Itten - Vasili Kandinski - Paul Klee - Gerhard Marcks - Hannes Meyer - Ludwig Mies van der Rohe - Piet Mondrian - László Moholy-Nagy | - Georg Muche - Hans Richter - Hinnerk Scheper - Oskar Schlemmer - Joost Schmidt - Lothar Schreyer - Naum Slutzky - Gunta Stadler-Stölzl - Wilhelm Wagenfeld |

## Impact arhitectural

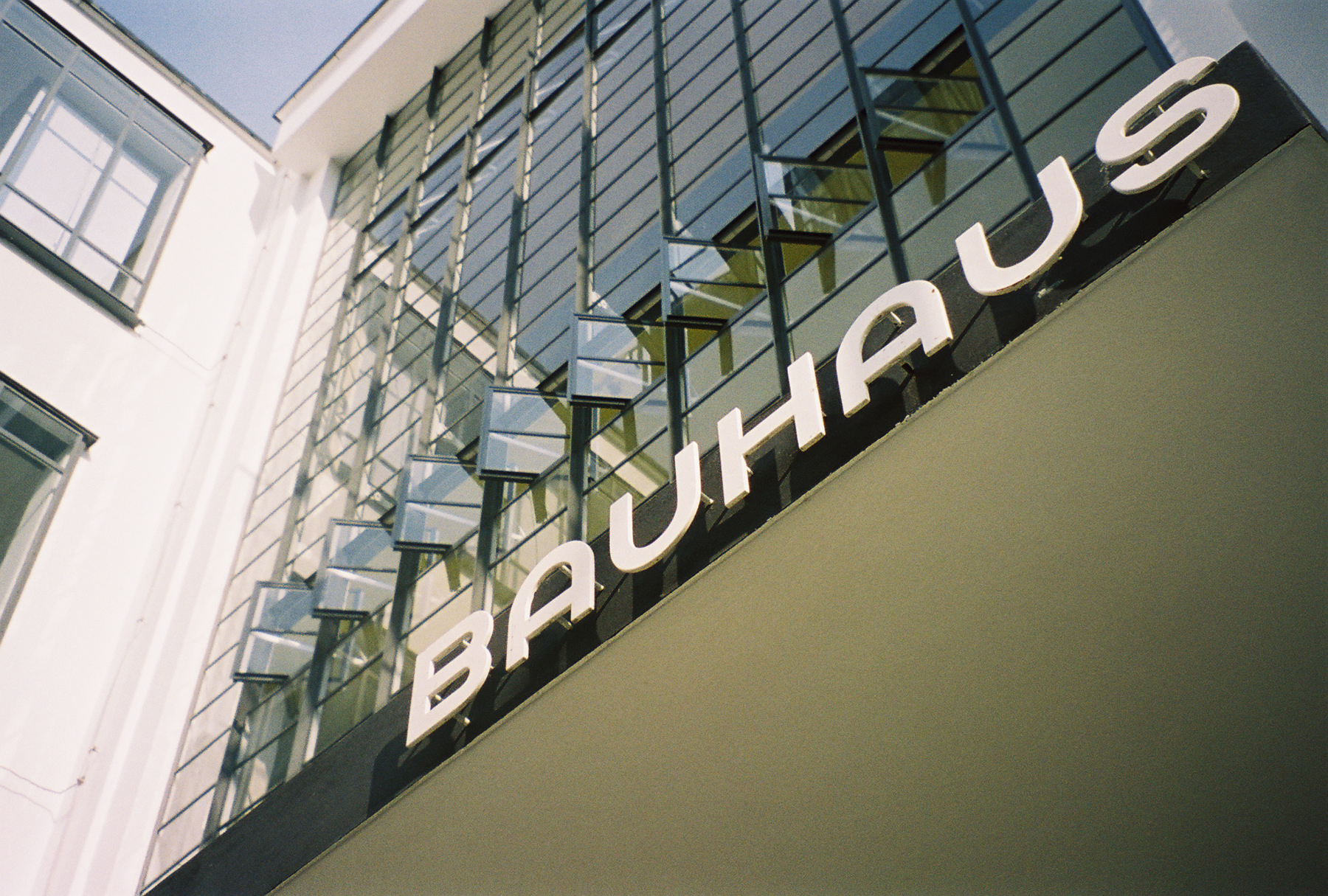
Intrarea în clădirea Bauhaus din Dessau, flancată de caracterele tipografice, devenite faimoase, ale lui Herbert Bayer.

Paradoxul aparent al mișcării timpurii Bauhaus a fost contradicția dintre manifestul său artistic, care proclama ca țel ultim al întregii activități artistice și creatoare clădirea, ca un ansamblu finit, și lipsa oferirii de cursuri de arhitectură până în 1927.  Până la data primelor cursuri de arhitectură, aparent, cel mai clar produs arhitectural Bauhaus a fost ... reprezentat de posterele sale și de tapetul folosit pentru decorarea unora dintre pereții clădirii Bauhaus din Dessau.  În același timp munca studenților de a termina proiecte nefinisate sau de a produce alte proiecte bazate pe clădiri niciodată construite, precum și realizarea de piese ambientale, așa cum au fost diverse piese de mobilier și de olărie / ceramică, a constituit un aspect pregătitor al acestora spre viitoare cursuri specializate.
De fapt, este complet incorect a se vorbi despre o absență totală arhitecturală.  În perioada anilor 1919 - 1927, în timpul conducerii Staatsliches Bauhaus de către Gropius, acesta și partenerul său din firma de arhitectură avută în comun, Adolf Meyer, nu au făcut nici o deosebire reală între realizările arhitecturale ale firmei și cele ale școlii.  Realizările concrete arhitecturale ale acestor ani: casele Sommerfeld și Otto din Berlin, casa Auerbach din Jena, clădirea Bauhaus din Dessau precum și locuințele profesorilor care au predat la Bauhaus, alături de participarea la concursul de design organizat pentru proiectarea clădirii ce urma să devină Tribune Tower din Chicago au constituit tot atâtea exemple vii de clădiri (sau de proiecte viabile) realizate conform manifestului Bauhaus.  În fine, clădirea Bauhaus din Dessau este creația lui Walter Gropius, construcția în sine spunând aproape totul despre Bauhaus.

## Galerie de imagini

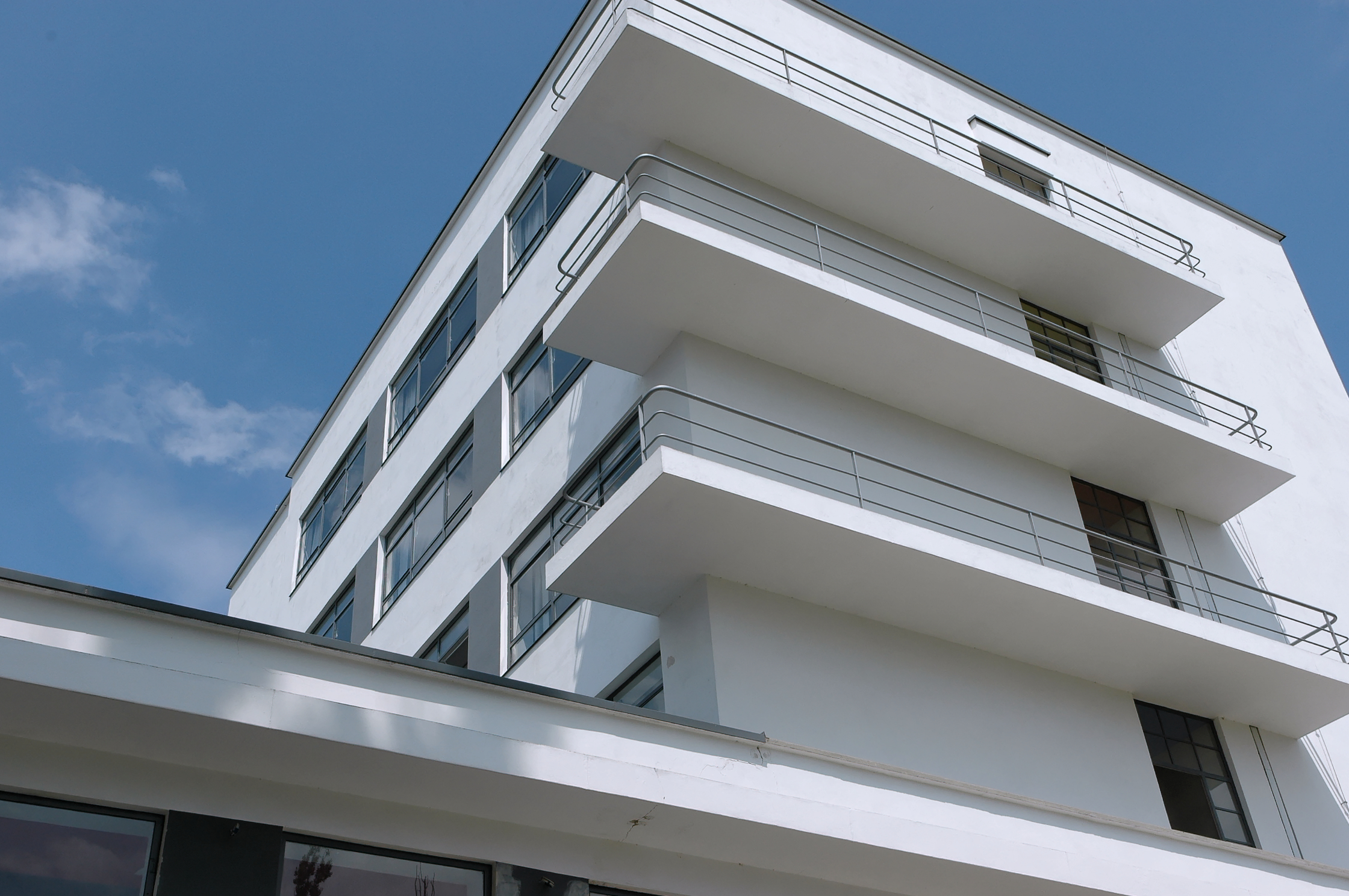
Imagine a uneia din clădirile destinate ca locuinţe ale profesorilor, Dessau.
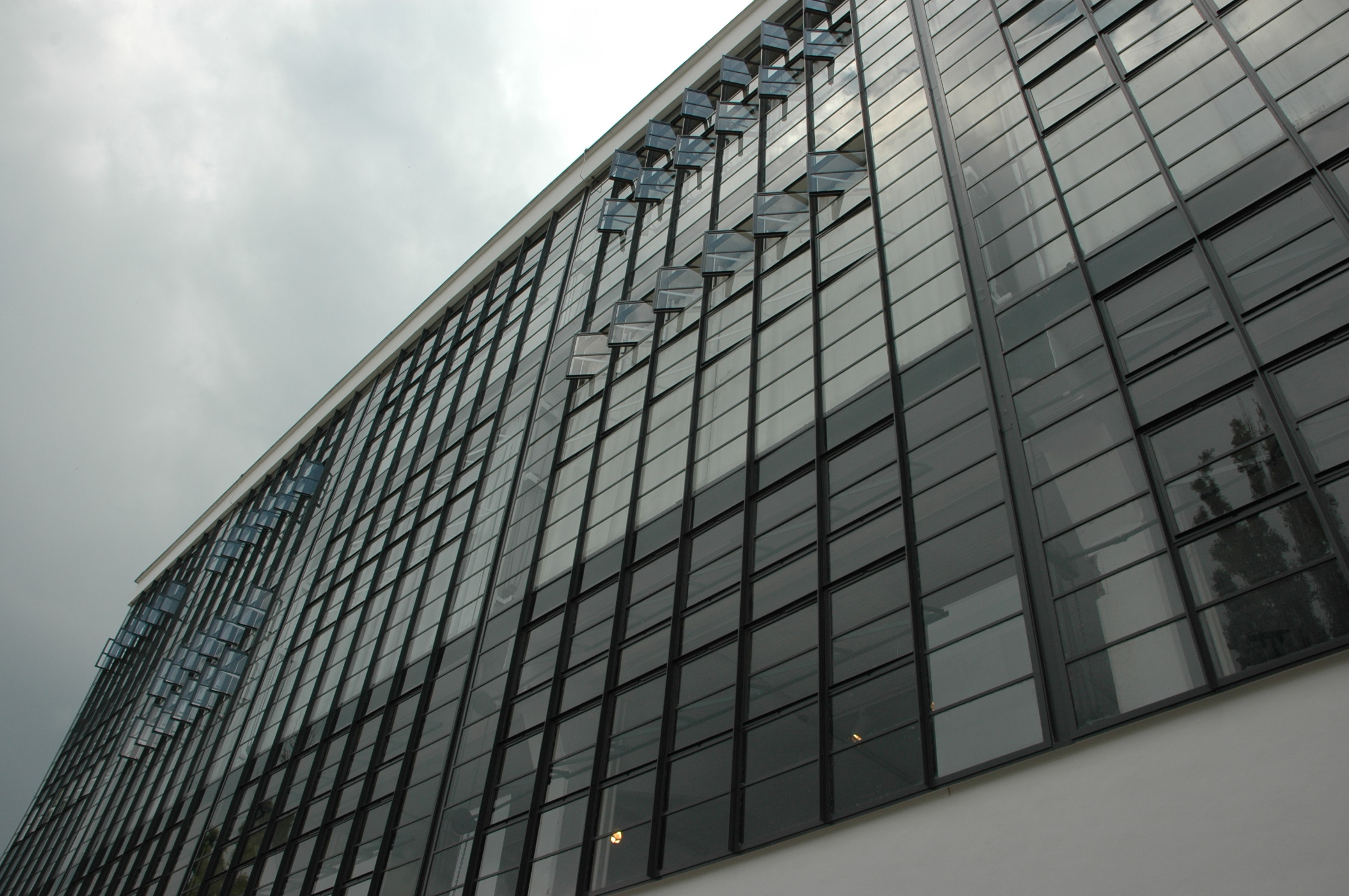
Fațada clădirii Bauhaus din Dessau.
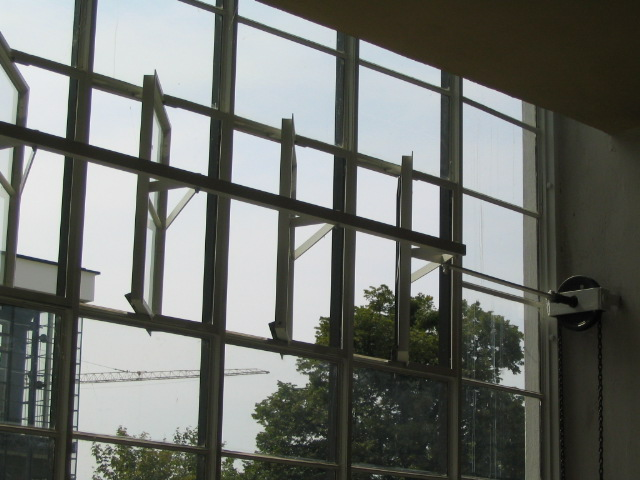
Geamuri care se deschid mecanic.
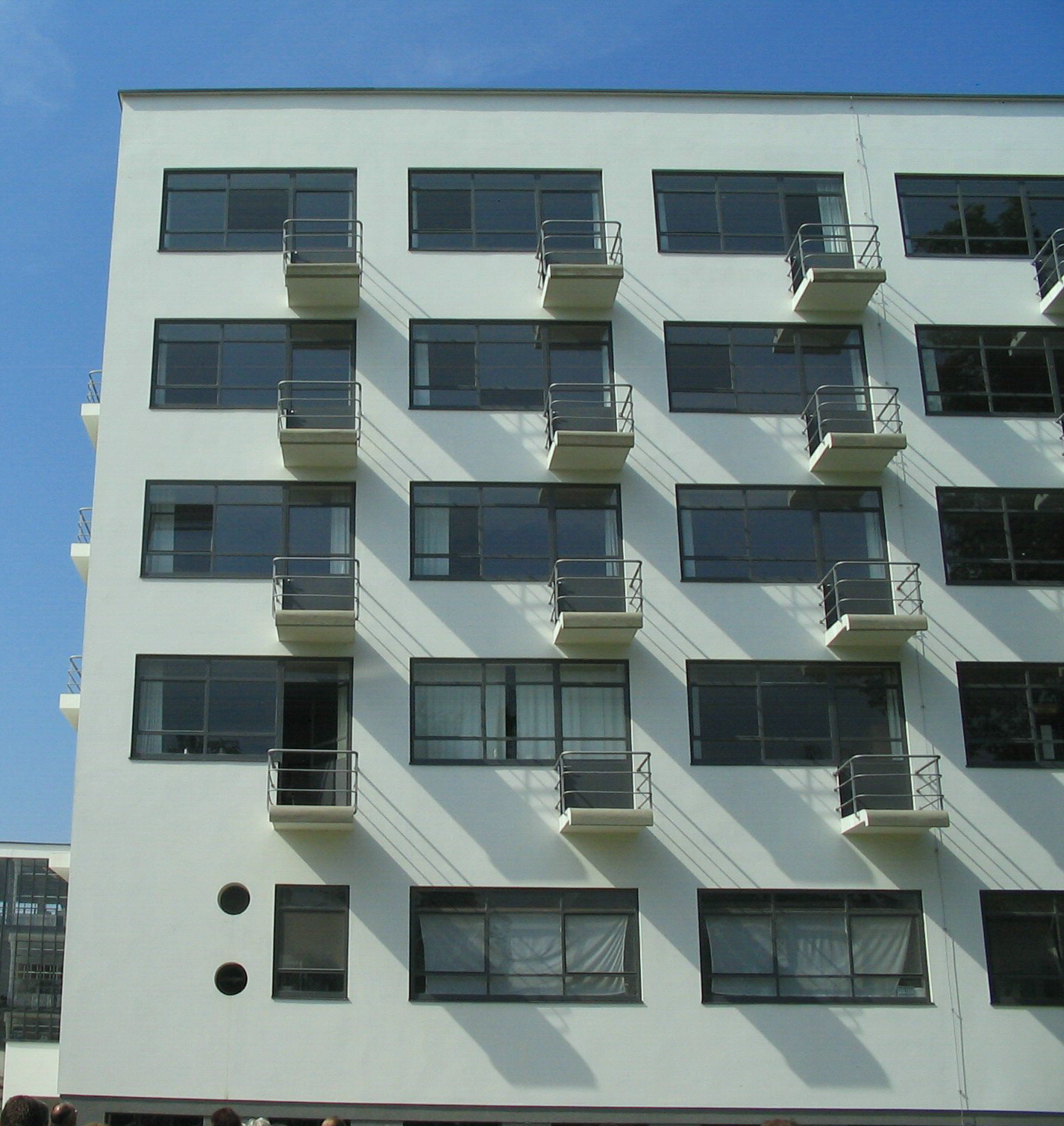
Aripa clădirii destinată scenei, clădirea Bauhaus, Dessau.

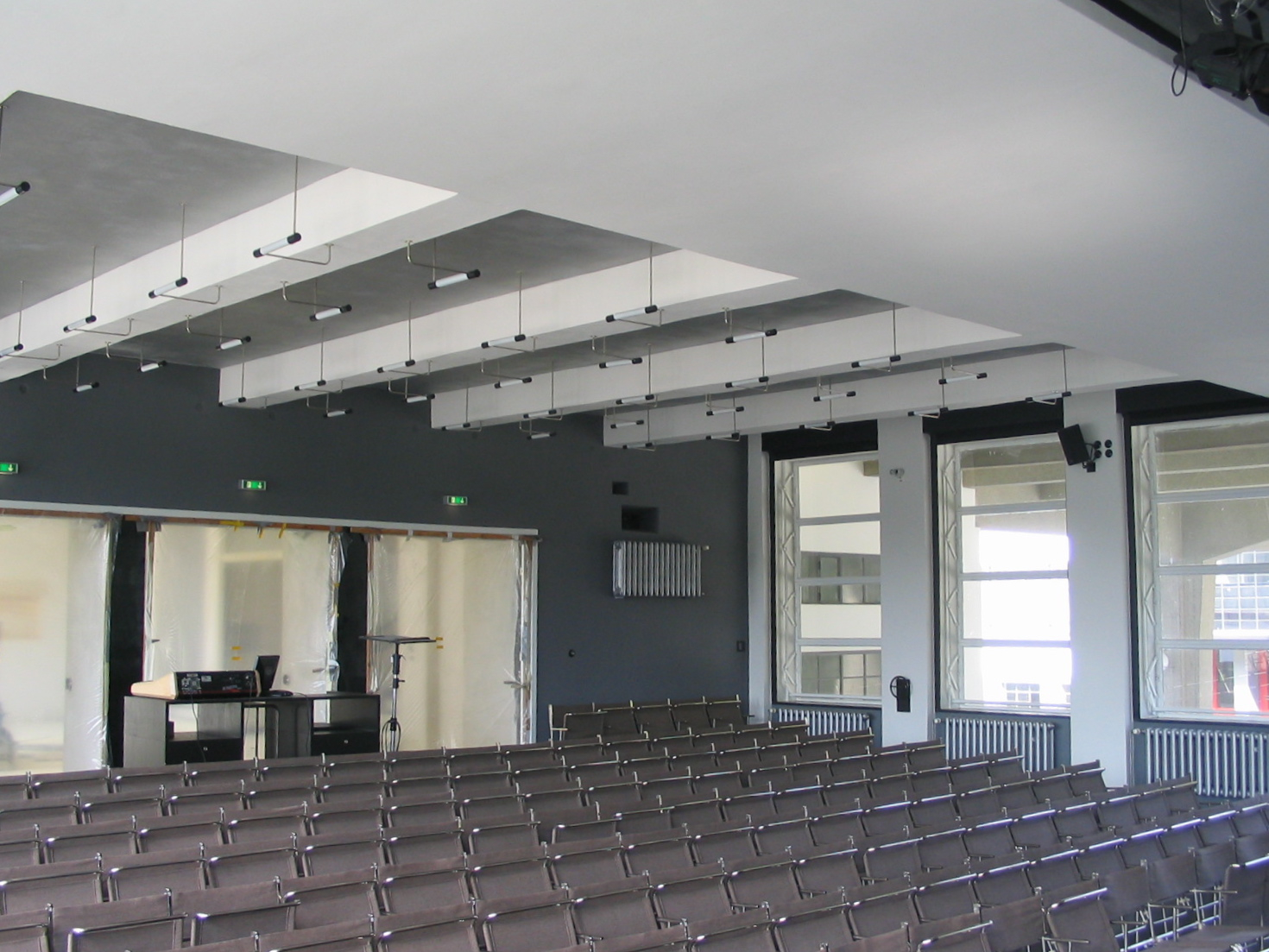
Scena, clădirea Bauhaus, Dessau.
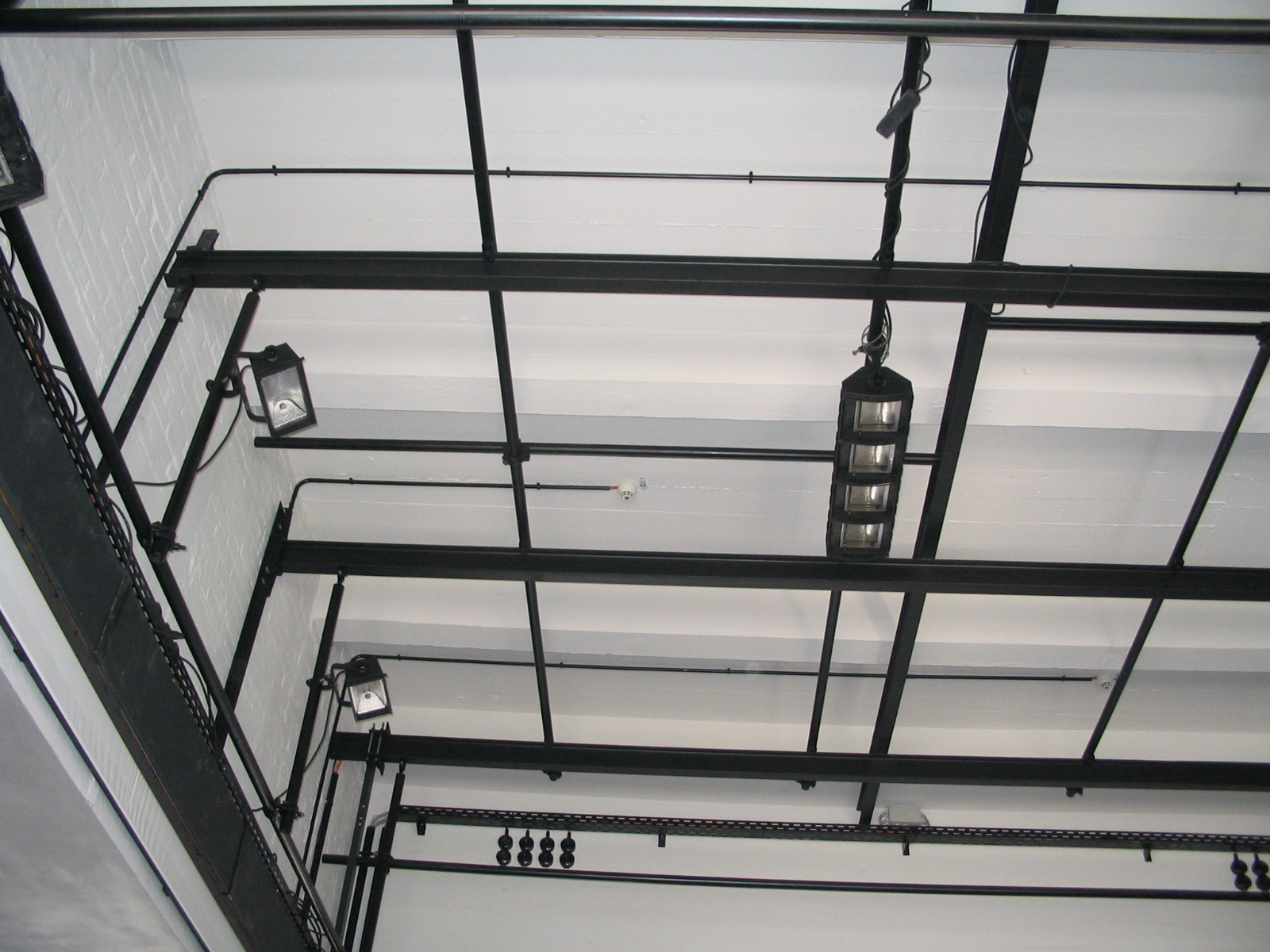
Tavanul de deasupra scenei cu sistemul de prindere al reflectoarelor scenei.
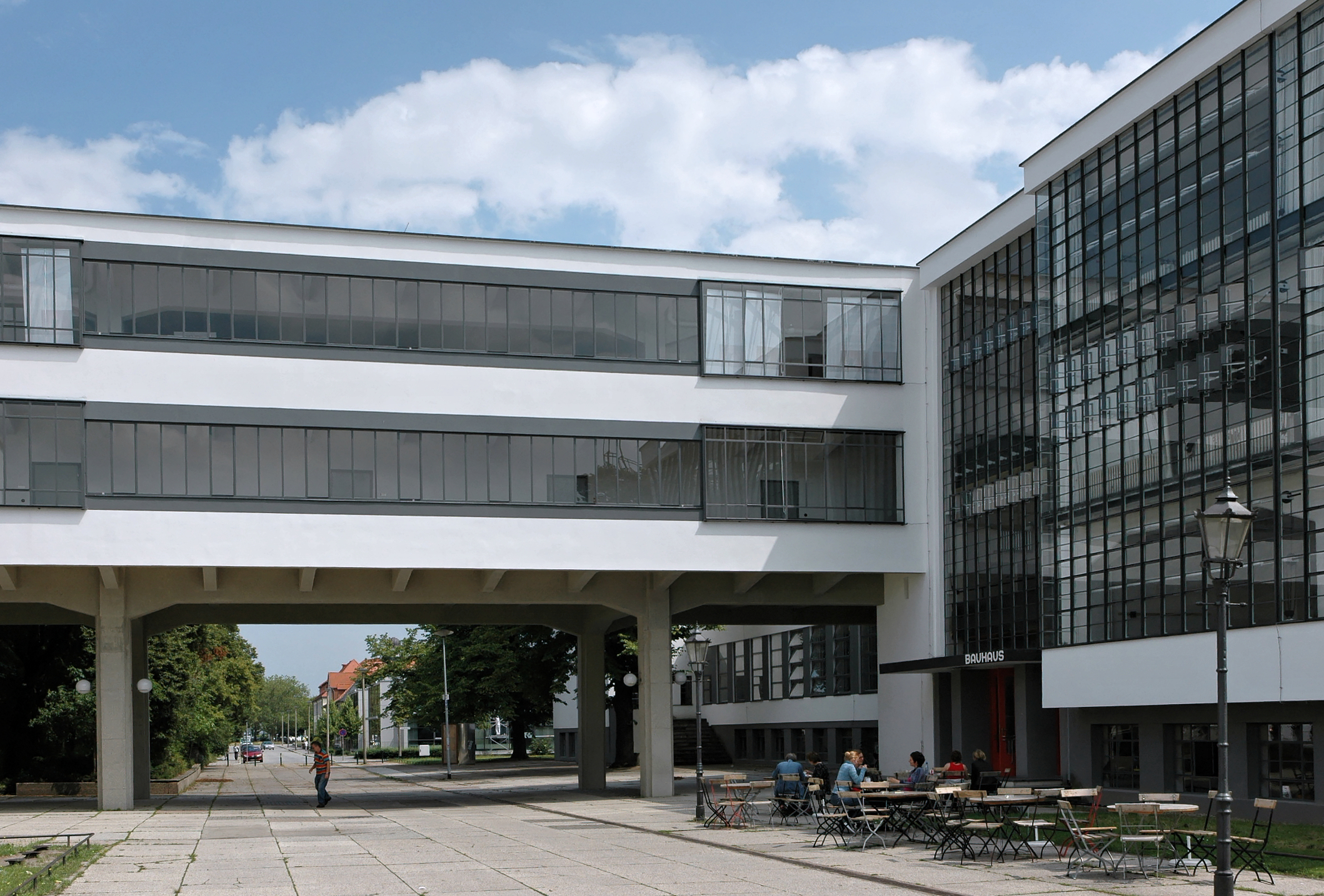
O altă imagine a clădirii Bauhaus, Dessau.
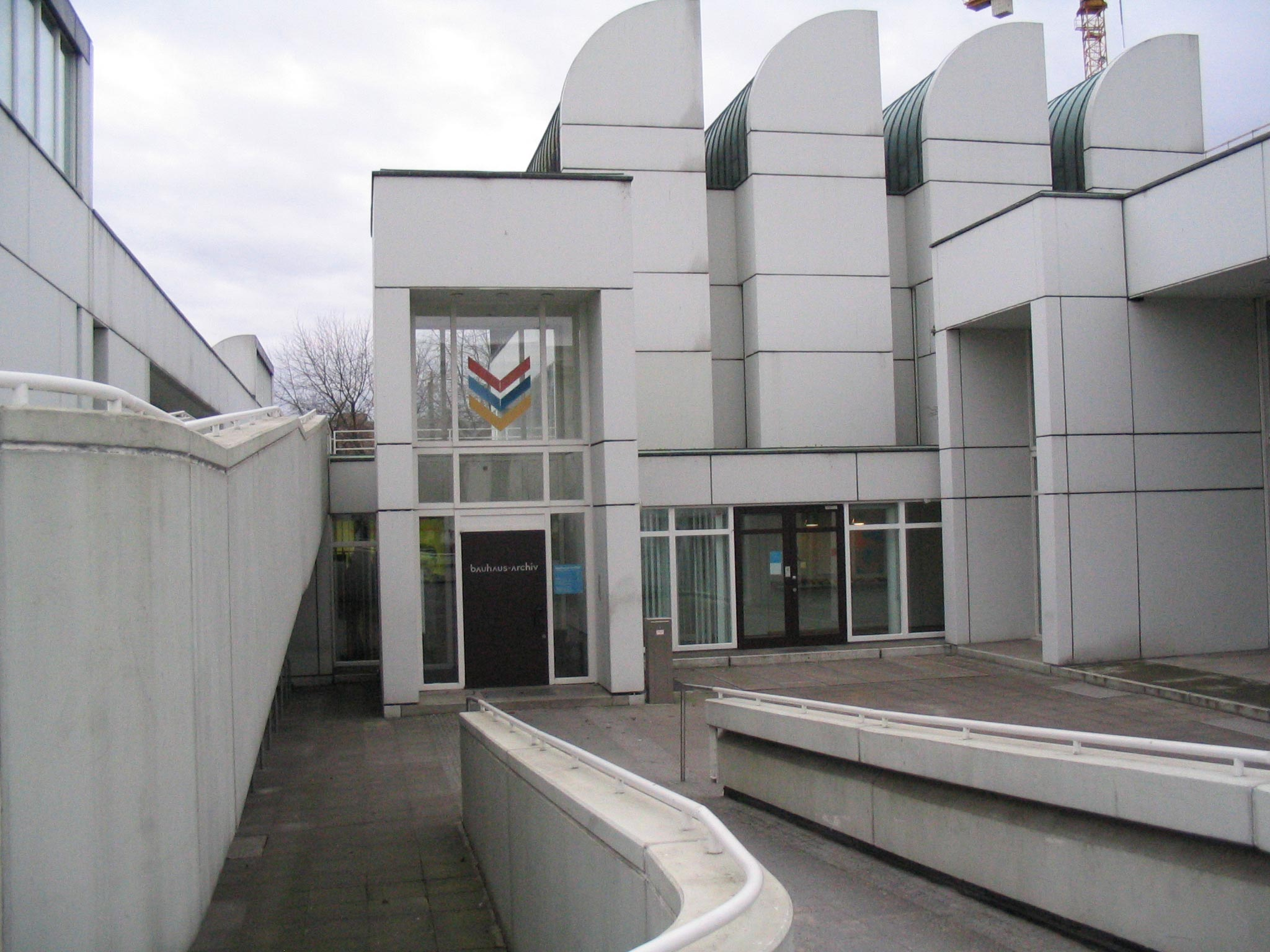
Clădirea Bauhaus Archiv, Berlin, design - Walter Gropius şi TAC, realizată în 1974.